# Davíð Kristján Ólafsson
Davíð Kristján Ólafsson, né le 15 mai 1995 à Kópavogur en Islande, est un footballeur international islandais, qui évolue au poste d'arrière gauche au KS Cracovie.

## Biographie

### En club
Né à Kópavogur en Islande, Davíð Kristján Ólafsson est formé par le Breiðablik Kópavogur.
Le 14 février 2019, il rejoint l'Aalesunds FK. Le joueur signe un contrat de trois ans. Le club évolue alors en deuxième division norvégienne. Il joue son premier match sous ses nouvelles couleurs le 22 mai 2019, lors d'une rencontre de coupe de Norvège contre le Florø SK (en). Il est titularisé au poste d'ailier droit et son équipe s'impose par un but à zéro. Quatre jours plus tard, il fait ses débuts en championnat contre le FK Jerv (0-0 score final).
Le 12 janvier 2022, Davíð Kristján Ólafsson rejoint la Suède pour s'engager en faveur du Kalmar FF. Il joue son premier match le 20 février 2022, lors d'une rencontre de coupe de Suède face au Trelleborgs FF. Il est titularisé et son équipe s'impose par trois buts à un.
Le 25 février 2024, Davíð Kristján Ólafsson rejoint la Pologne afin de s'engager en faveur du KS Cracovie. Il signe un contrat courant jusqu'en juin 2026.
Dès son premier match pour le club, Ólafsson se fait remarquer en marquant aussi son premier but pour le KS Cracovie, face au Korona Kielce le 9 mars 2024 en championnat. Titulaire, il ouvre le score, mais les deux équipes se partagent les points (1-1 score final).

### En sélection
Davíð Kristján Ólafsson représente l'équipe d'Islande des moins de 19 ans. Avec cette sélection il joue cinq matchs, tous en 2014.
Le 15 janvier 2019, Davíð Kristján Ólafsson honore sa première en sélection avec l'équipe nationale d'Islande face à l'Estonie. Il est titulaire lors de cette rencontre qui se solde par un match nul (0-0).